# Babuška (riba)
Babuška (Carassius gibelio) je vrlo prilagodljiva slatkovodna riba unesena iz Kine, pripada porodici Cyprinidae. Babuška se prvi put pojavila kod nas početkom osamdesetih.

## Opis i građa
Babuška je riba slična karasu, ima debelo tijelo, srebernaste boje i nema brčiće poput šarana.

## Stanište i ponašanje
Babuška voli rijeke sa slabom strujom i puno raslinja, česta je i u stajaćim vodama, riječnim rukavcima, gdje je također izvrsno prilagođena. Babuška se kreće po dnu gdje se i hrani. Tijekom zimskih perioda zakopava se u supstrat dna. Izgleda da u tom stanju može preživjeti i najniže temperature. Raširana je po cijeloj Sjevernoj Aziji, i kontinentalnoj Europi.

## Način hranjenja
Babuška je svežder koji se hrani na dnu, najčešće mekušcima i vodenim biljem.

## Razmnožavanje
Spolnu zrelost postižu u 3 ili 4 godini života. Plodnost je 160 000 d 380 000 jaja. U našim vodama daleko su zastupljenije ženke, iako se mogu pronaći i mužjaci. One se mrijeste i s mužjacima drugih vrsta riba, tako da spermatozoid ulazi u jaje ali ne dolazi do oplodnje. Dakle mogu se razmnožavati i iz neoplođenih jaja. Za vrijeme mrijesta skupljaju grančice kako bi uhvatili rubnu vegetaciju pri dnu. Jaja se vežu za biljke. Jedinke koje nastanjuju jezera sele u riječna ušća da bi izbjegle nisku koncentraciju kisika u vodi tijekom zime. 

## Strani nazivi
Prussian carp (engleski); Giebel (njemački); Carpa di Prussia (talijanski); Серебряный карась (ruski).

## Vanjske poveznice
|  | Zajednički poslužitelj ima stranicu o temi Babuška    |
|  | Zajednički poslužitelj ima još gradiva o temi Babuška |
|  | Wikivrste imaju podatke o taksonu Babuška             |